# Moments (canción)
«Moments» es una canción de la cantautora sueca Tove Lo. Fue escrita por la cantante y producida la dupla sueca Mattman & Robin. Estrenada en las cadenas internacionales el 27 de octubre de 2015, fue el cuarto y último sencillo de su disco debut Queen of the Clouds, producido por la discográfica Republic Records.

## Composición
«Moments» fue escrito en su totalidad, como otros tantos temas de su disco debut, por la propia Tove Lo, mientras que la parcela de producción para la canción corrió a cargo de la dupla Mattman y Robin. Es una canción Synth pop y electropop, con elementos del dark pop.

## Vídeo musical
El sencillo generó un vídeo musical (o videoclip) que fue dirigido por Tim Erem, y que fue lanzado en YouTube el 21 de octubre de 2015, seis días antes de su lanzamiento oficial. Natalie Weiner, periodista de Billboard, escribió que "el vídeo sigue a Tove Lo a través de una noche bastante salvaje (y en estado de ebriedad) mientras canta sobre sus [amables] imperfecciones".